# Ipsa
Ipsa là một chi ốc biển từ cỡ nhỏ tới trung bình, là động vật thân mềm chân bụng sống ở biển trong họ Cypraeidae, họ ốc sứ.

## Các loài
Các loài thuộc chi Ipsa bao gồm:
- Ipsa childreni